# Patrick Orlans
Patrick Orlans (Gent, 13 november 1955) is een Belgische voetbalbestuurder. Hij is de zoon van voormalig international Richard Orlans.

## Carrière
Orlans doorliep alle jeugdreeksen van KAA Gent, de club waar zijn vader furore maakte, maar brak zelf door bij Racing Gent. Hij was er speler, trainer en later ook manager.
Orlans werkte ook in de horeca, zijn ouders baatten 25 jaar lang een etablissement uit in de kustgemeente Bredene. Als tiener hielp hij vaak mee in de zaak. In de jaren 80 ging hij aan de slag in het voetbalmilieu. Hij voetbalde een tijdje voor vierdeklasser VC Sint-Lievens-Houtem en voor Racing Gent. Die club ruilde hij in 1991 in voor Eendracht Aalst, waar hij voltijds manager werd. De club had op dat moment een schuldenlast van zo'n 25 miljoen BEF. In een korte periode zorgde Orlans ervoor dat het financiële plaatje zogezegd weer klopte bij de Oost-Vlaamse club. Maar niets in minder waar: Zijn systeem bestond erin om sponsors aan te trekken die tevens ook leverancier waren. Als leverancier mochten ze buitensporige facturen maken aan de club. Met die extra winst betaalde de sponsoring zich vanzelf terug. De keerzijde van de medaille was dus dat Orlans commissie factureerde op de sponsoring (13%) en daarenboven de club zware facturen moet betalen aan zijn leveranciers. 
De eerste jaren is het al goud wat blinkt. In 1994 won Gilles De Bilde, als speler van Aalst, de Gouden Schoen, en een jaar later wist Eendracht zich zelfs te kwalificeren voor Europees voetbal.
De financiële put begon te groeien. Om dat goed te maken bedacht Orlans een vernuftig plan. De oorspronkelijke bestuurdersploeg van de vzw werd uitgebreid van 8 leden (1991) naar... uiteindelijk 56 (1998). Een lid gaf een 'renteloze lening' van BEF 1.000.000,- aan de club. In ruil kreeg dat lid stemrecht in de vzw en een 'levenslang zitje op de ere-tribune'. Bij toetreding moest het lid minstens voor 5 jaar intekenen en er kon er zich maximaal 2 leden per jaar terugtrekken.
Stilaan begon het (Gentse) strop zich rond de club meester te maken. Sportief ging het niet meer zoals tevoren. in het seizoen 1996-1997 kwam Eendracht Aalst in degradatiegevaar. Een nieuwe strategie werd uitgedokterd. De laatste matchen van dat seizoen lukte E. Aalst wonderwel in een 'reddingsactie' (Foert Michiel, Red den Iendracht) Sommige spelers van tegenstrevers presteerden plots minder goed tegen E. Aalst. (Cfr. Germinal Ekeren verliest met 5-0, alhoewel het 2de in de rangschikking stond en later de Beker van België won tegen RSC Anderlecht). Wonderwel speelde keeper Filip Van De Walle het jaar nadien bij E. Aalst... Bekijk ook maar eens de uitslagen tegen Cercle Brugge, Charleroi, KSC Lokeren, Moeskroen.
In 1997 kwam Orlans in opspraak, omwille van een omkoopschandaal. Hij en Eendracht Aalst werden ervan beschuldigd enkele spelers te hebben omgekocht. De Controlecommissie van de Koninklijke Belgische Voetbalbond (KBVB) sprak hen echter vrij, wegens onvoldoende bewijslast.
In 1999 raakte Eendracht Aalst in financiële problemen. De schuldenlast beliep nu 250 miljoen BEF. Orlans probeerde het zinkende schip te redden door samen met Roger Lambrecht, voorzitter van KSC Lokeren, een fusie te verwezenlijken tussen Lokeren en Aalst. De supporters namen het hem niet in dank af. De fusie ging niet door, en Orlans vertrok naar Lokeren.
Nog geen 2 jaar later ging E. Aalst in faling.
Van 2000 tot 2010 was Orlans actief bij RSC Lokeren. Al van in het begin werd een fusie met Sint Niklaas bewerkstelligd.
In 2010 vertrok Orlans naar Club Brugge. Na het vertrek van Filips Dhondt werd Orlans bij blauw-zwart aangesteld als nieuwe manager. Begin november 2013 gingen de wegen van Orlans en Club Brugge uit elkaar. Amper enkele dagen later raakte bekend dat hij, samen met marketingmanager Gianni Boone en event manager Brunhilde Verhenne (van Omega Pharma-Quickstep), als commercieel directeur aan de slag ging bij kustploeg KV Oostende.
Voorzitter Marc Coucke maakte van KV Oostende een stabiele subtopper in de Jupiler Pro League. Commercieel bouwde hij de club uit tot een van de best draaiende voetbalclubs van het land, met een uitzonderlijk business-netwerk. "De Versluys Arena is het Walhalla voor de Vlaamse ondernemer", kopte Het Laatste Nieuws in december 2016. Coucke bracht het budget van de kustploeg op 16 miljoen euro. Daarmee had KVO het zesde hoogste budget in de Pro League.
Ook sportief ging het KV Oostende voor de wind. Dankzij Coucke speelde Oostende in het eerste seizoen na de overname (2013-2014) al meteen de finale van de play-offs. Twee seizoenen later haalde KVO voor het eerst in de clubgeschiedenis Play-Off 1. In het seizoen 2016-2017 deed de club dat nog eens over, met een 4de plaats in de eindstand. KVO speelde dat seizoen ook de finale van de Beker van België, een nieuw hoogtepunt in de geschiedenis van de kustploeg. KVO verloor weliswaar de finale van SV Zulte Waregem (3-3 na 120 minuten, SVZW won na strafschoppen).
Intussen was Patrick Orlans gepromoveerd tot CEO van KV Oostende, een functie die hij in de praktijk eigenlijk van meet af aan vervulde. Die rol vervulde hij tot jan. 2020.
Op dit moment (2023) is Orlans nog actief op de renbaan van Oostende en bij KMSK Deinze.